# Сарапульский драматический театр
Сарапульский драматический театр — драматический театр города Сарапула, старейший театр Удмуртской Республики (Россия), основан в 1911 году.

## История
Во второй половине XIX и в начале XX века — немаловажное значение в развитии театрального искусства в провинциальном городе играла активная гастрольная деятельность. Проездом по Каме в Сарапуле регулярно бывали с гастролями актёры из Казани и Москвы, в том числе — театра «Сатирикон», императорского малого художественного театра. В составе труппы МХТ здесь выступала Ольга Книппер-Чехова.
Всё это подготовило почву для открытия в Сарапуле в 1911 году первого профессионального театра Среднего Прикамья. Его труппа вошла в товарищество русских драматических артистов под управлением И. В. Максимовича. Первое выступление состоялось 16 октября 1911 года: был представлен спектакль «Ямщики или как гуляет староста Семён Иванович». В 1924 году протоколом президиума сарапульского окрисполкома официально присвоен статус городского театра.
В сарапульском театре работали представители актёрской династии Шуваловых, Вера Дальская, Александра Горюнова, Даниил Патрин, Мария Павлова, Яков Мартынов, Лидия Шевцова, Иадор Эльский, Георгий Синькевич, Маргарита Мартьянова, Евгений Потапов.
Театр становился дипломантом всероссийских и республиканских фестивалей, был удостоен звания «Лауреат премии Комсомола Удмуртии» в 1986 году, в 2001 году вошёл впервые в число участников III фестиваля театров малых городов России в Москве.
В 2013 году — в Пятигорске на XI фестивале театров малых городов России были получены диплом за спектакль «Сиротливый запад» и «Премия государственного театра наций» в номинации «Лучший актерский дуэт», которой были удостоены актёры Алексей Агапов и Артём Шевченко.
В 2014 году на XIII Фестивале профессиональных театров Удмуртии «Театральная весна» была отмечена и режиссёрская работа Олега Степанова в номинации «Надежда». Театр победителем международного фестиваля «ArtОкраина» в Санкт-Петербурге, где «Сиротливый запад» был удостоен гран-при как «Лучший спектакль».

## Награды
- 2002 — I место в Республиканском фестивале (спектакль Д. Фо «Свободная пара»)[1]
- 2001 — Дипломант III фестиваля театров малых городов России
- 1986 — «Лауреат премии комсомола Удмуртии».